# Дубовський Костянтин Юрійович
Костянти́н Ю́рійович Дубо́вський (1988-2014) — солдат Збройних Сил України, учасник російсько-української війни.

## Короткий життєпис
Круглий сирота, його виховувала старша сестра.
У серпні добровольцем пішов у військкомат, призваний за мобілізацією 14 серпня 2014-го, механік-водій, 93-тя окрема механізована бригада. Перед загибеллю побував удома в 10-денній відпустці за відмінну службу.
29 грудня 2014-го загинув у бою з російськими терористичними збройними формуваннями, які атакували позиції українських військовиків біля Пісків. Костянтин зазнав поранень — двох кульових і одного осколкового. Помер дорогою до шпиталю. У тому ж бою загинули Сергій Абрютін та Олександр Дурмасенко.
Без Костянтина залишилися дружина, 4-річна доня.
Похований 3 січня 2015-го в селі Гудзівка, Звенигородський район.

## Нагороди та вшанування
- Указом Президента України № 473/2015 від 13 серпня 2015 року, «за особисту мужність і високий професіоналізм, виявлені у захисті державного суверенітету та територіальної цілісності України, вірність військовій присязі», нагороджений орденом «За мужність» III ступеня (посмертно)[1].
- 27 травня 2015 року у Гудзівці на фасаді місцевої школи, де навчався Костянтин Дубовський, йому було відкрито меморіальну дошку[2].
- Вшановується в меморіальному комплексі «Зала пам'яті», в щоденному ранковому церемоніалі 29 грудня[3][4].